# Hjulsta (métro de Stockholm)
Hjulsta est une station, terminus ouest, d'une branche, de la ligne Bleue du métro de Stockholm. Elle est située à Hjulsta, quartier de Tensta, dans la commune de Stockholm, en Suède.
Mise en service en 1975, elle est desservie par les rames de la ligne T10 du métro de Stockholm, dont elle est le terminus ouest.

## Situation ferroviaire

Plan du métro.

Établie en souterrain, la station Hjulsta est le terminus ouest, d'une branche, de la ligne Bleue. Elle est située avant la station Tensta, en direction du terminus est : Kungsträdgården.
Elle est le terminus ouest en impasse de la ligne de circulation T10, avant la station Tensta, en direction du terminus Kungsträdgården.

## Histoire
La station souterraine de Hjulsta est mise en service le 31 août 1975 lors de l'ouverture à l'exploitation de la première section de la ligne Bleue, de T-Centralen à Hjulsta.

## Service des voyageurs

### Accueil
L'entrée, située sur la place homonyme, donne accès à la salle des billets, des escaliers mécaniques et un ascenseur permettent de descendre pour atteindre une mezzanine qui est reliée au quai central par un ascenseur et d'autres escaliers mécaniques.

Installations
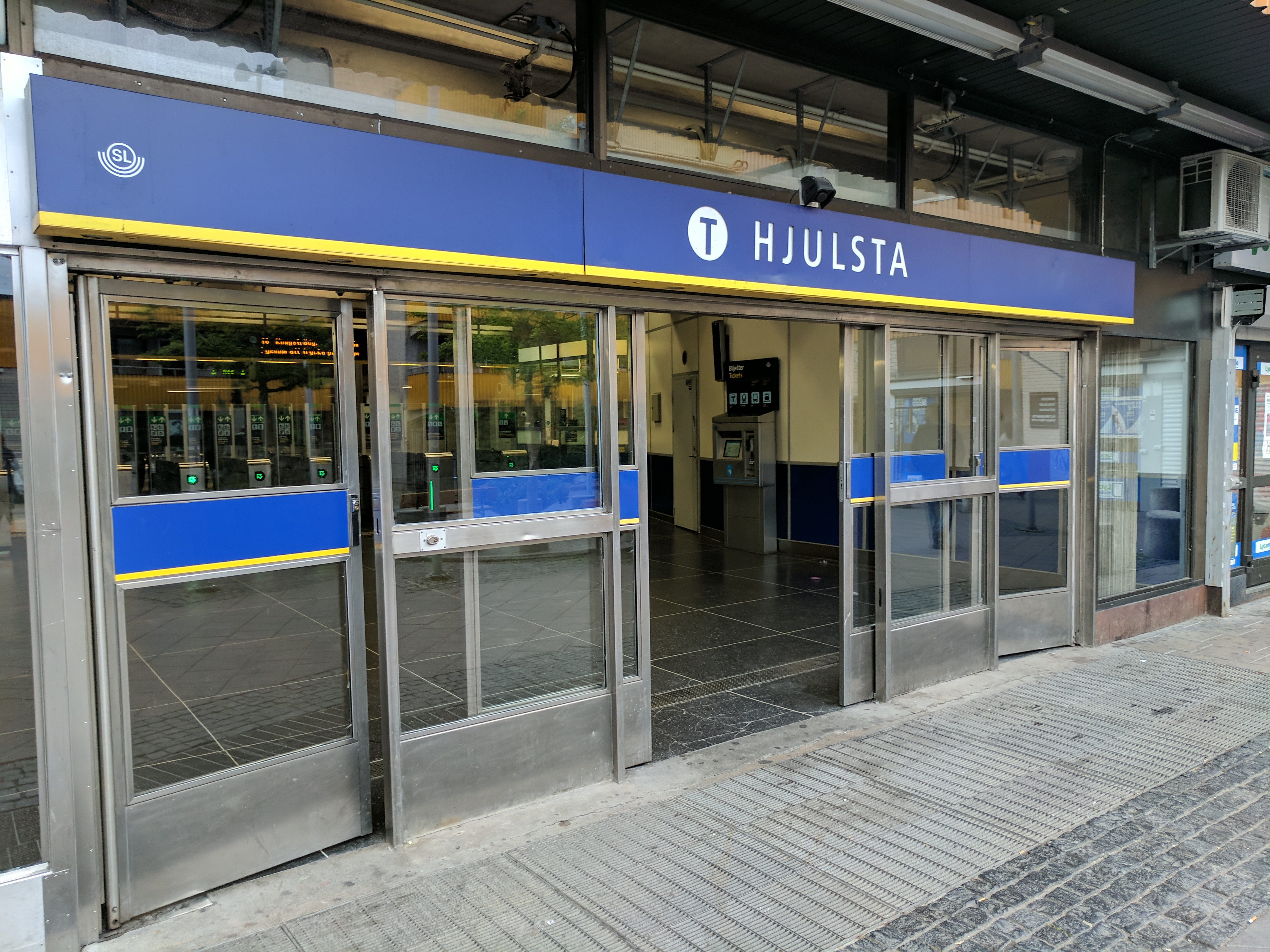
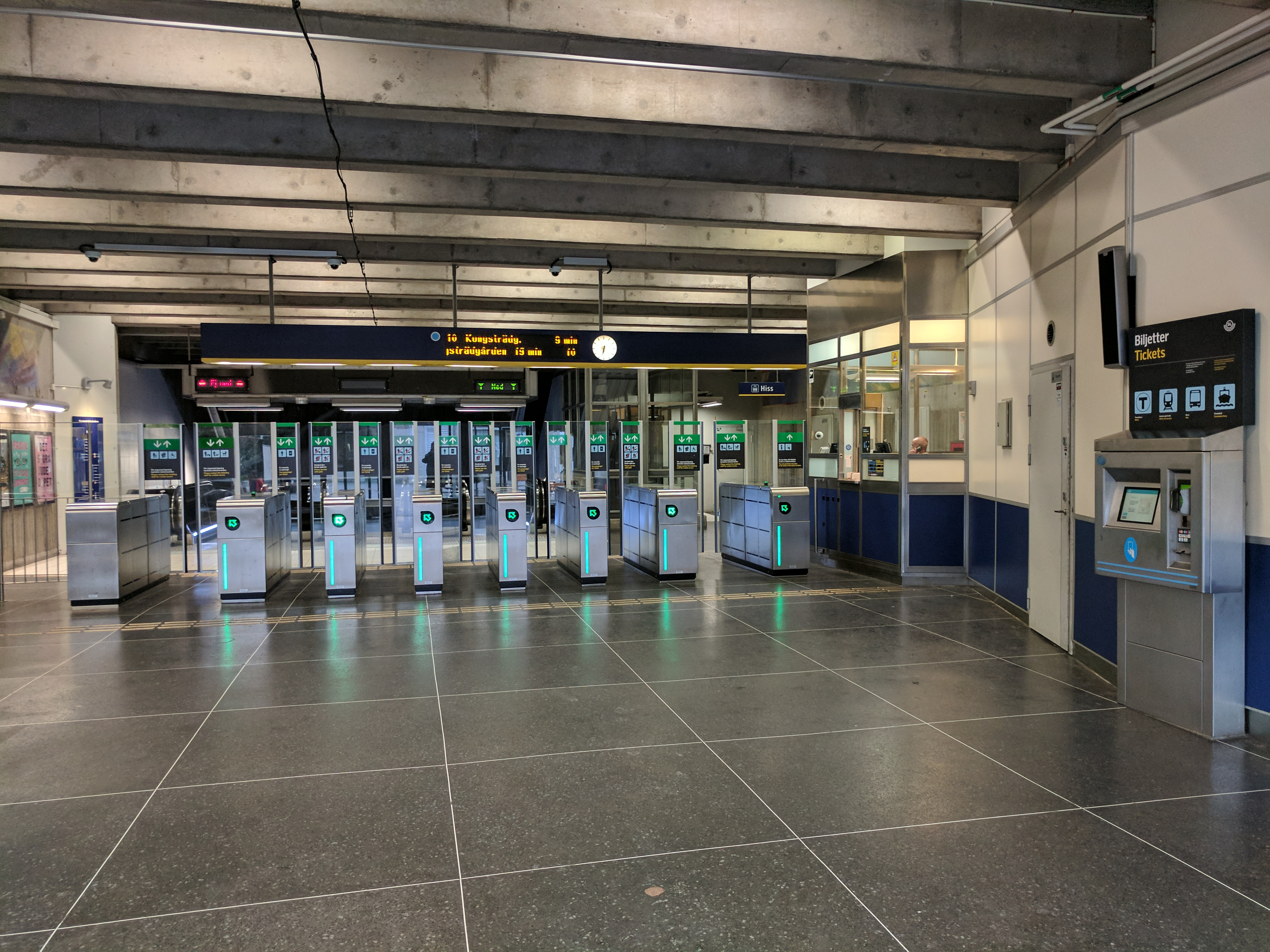
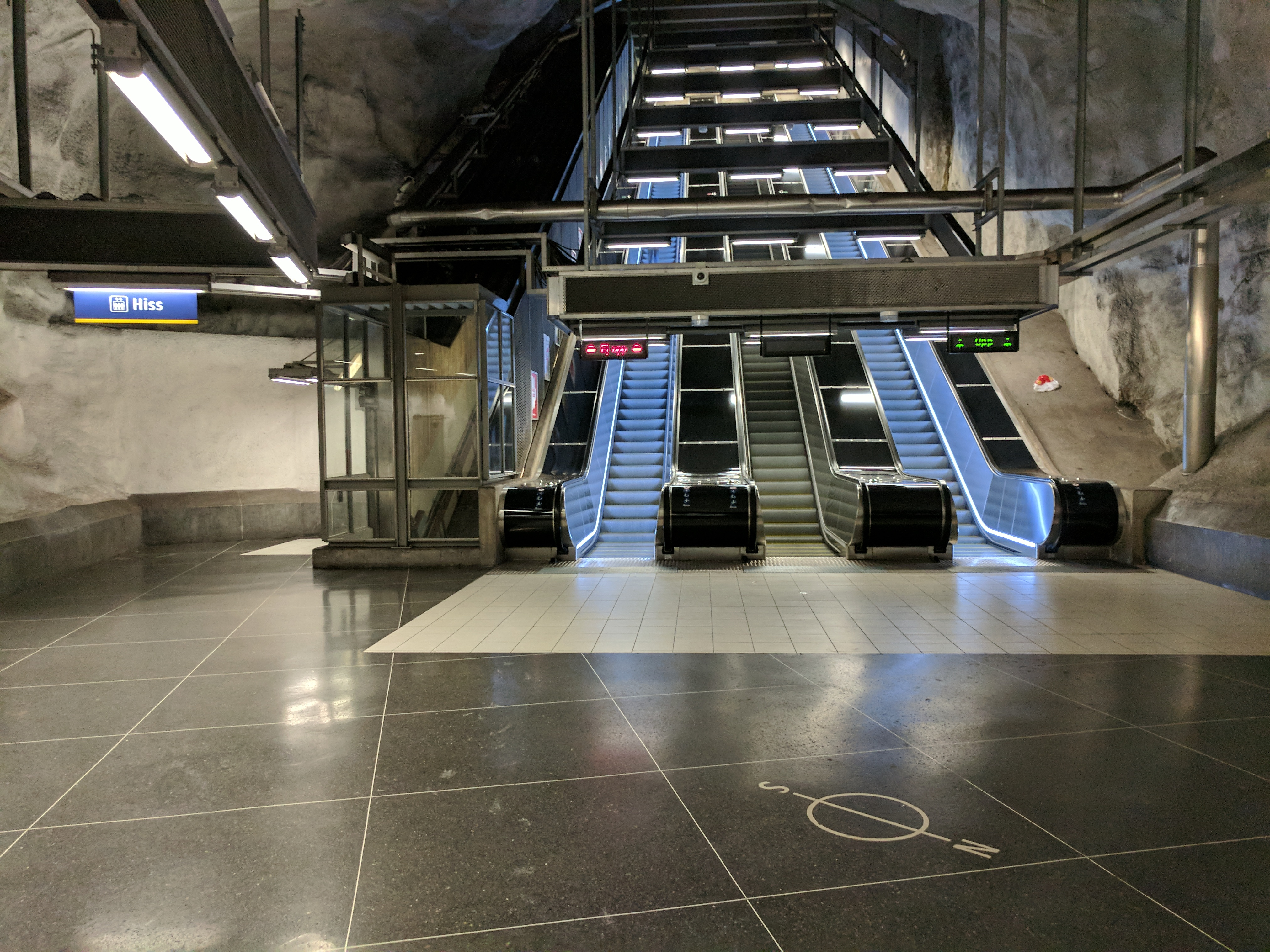

### Desserte
Hjulsta est desservie par les rames de la ligne T10.

Installations et desserte
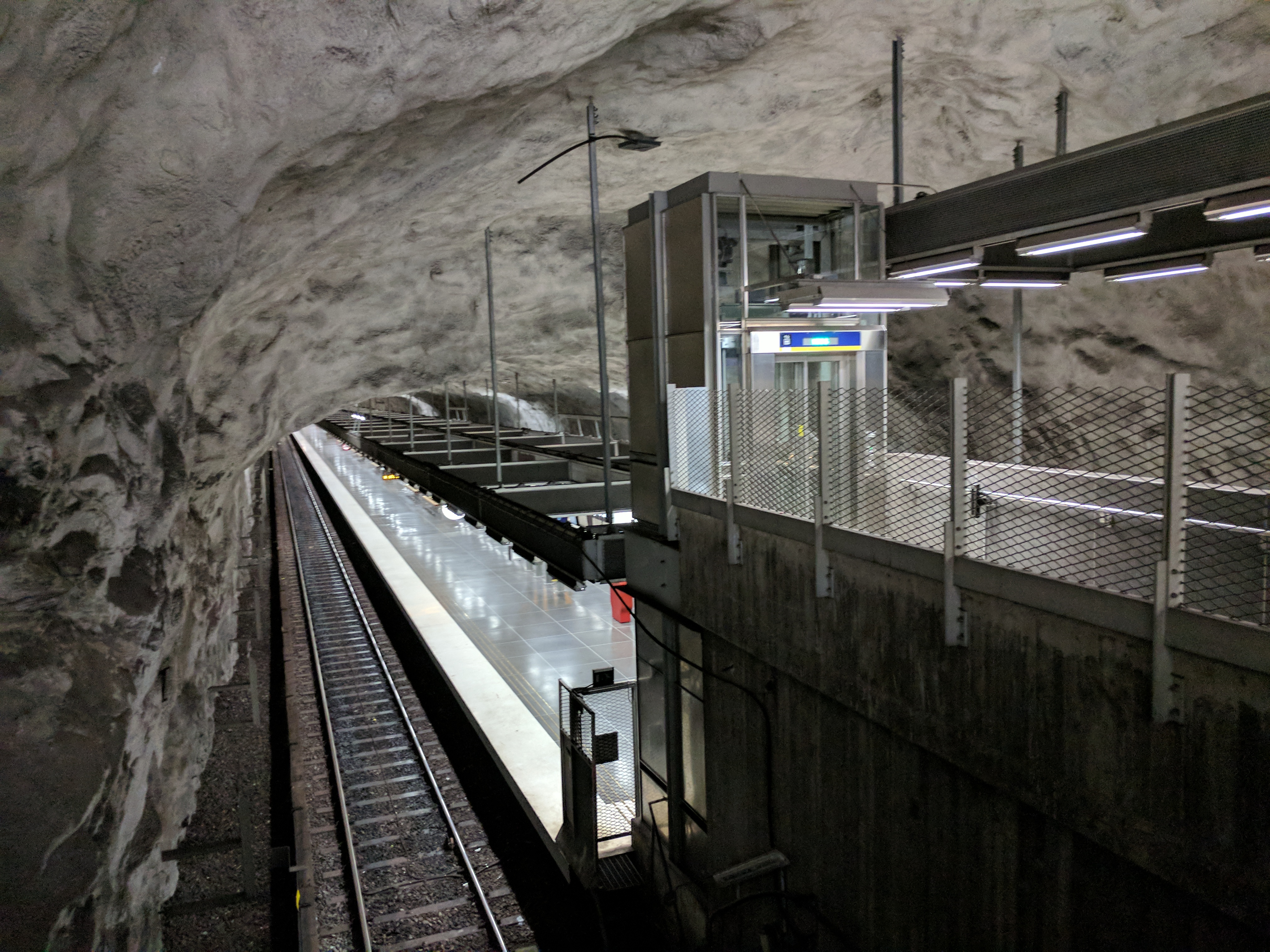
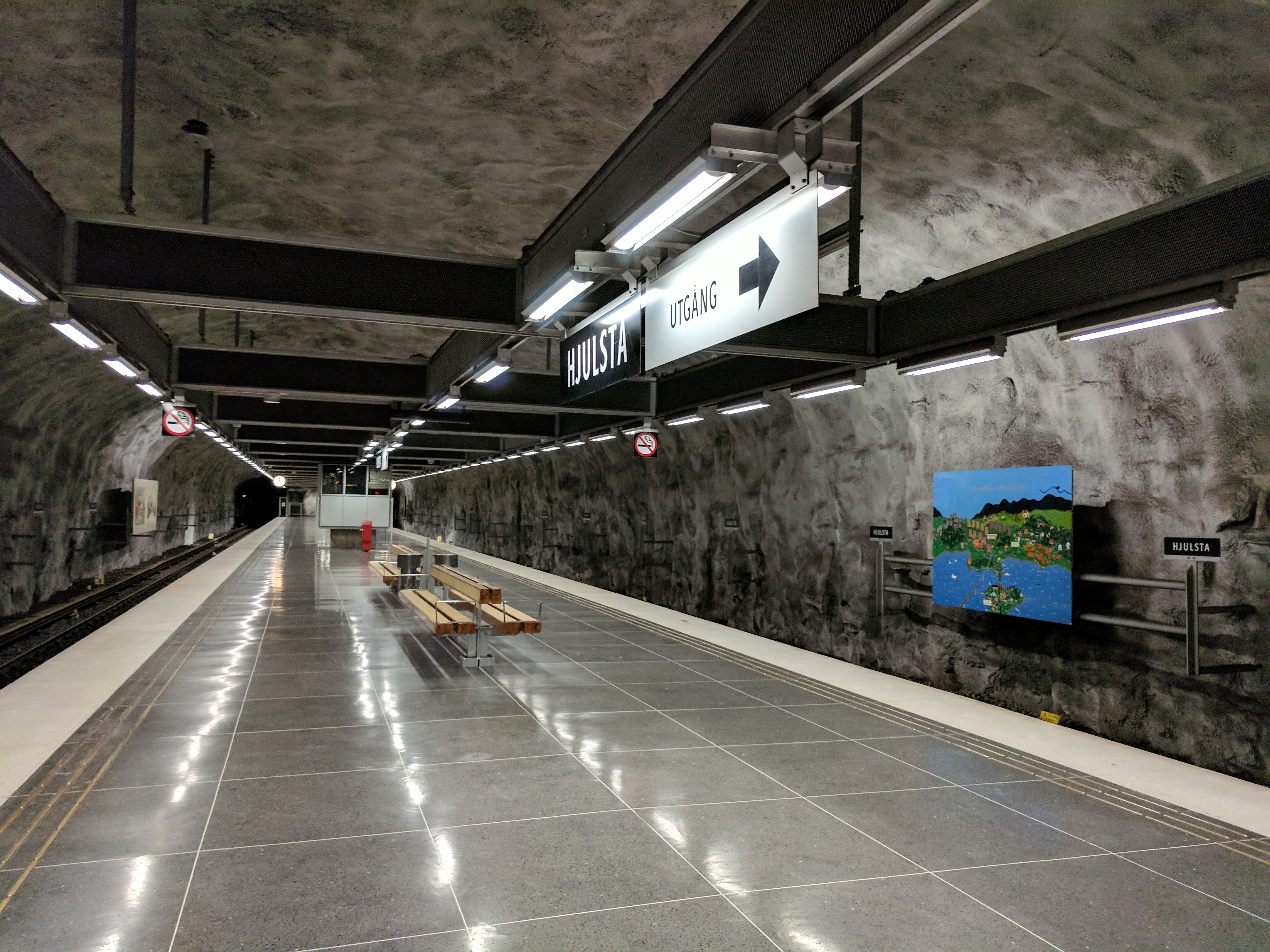
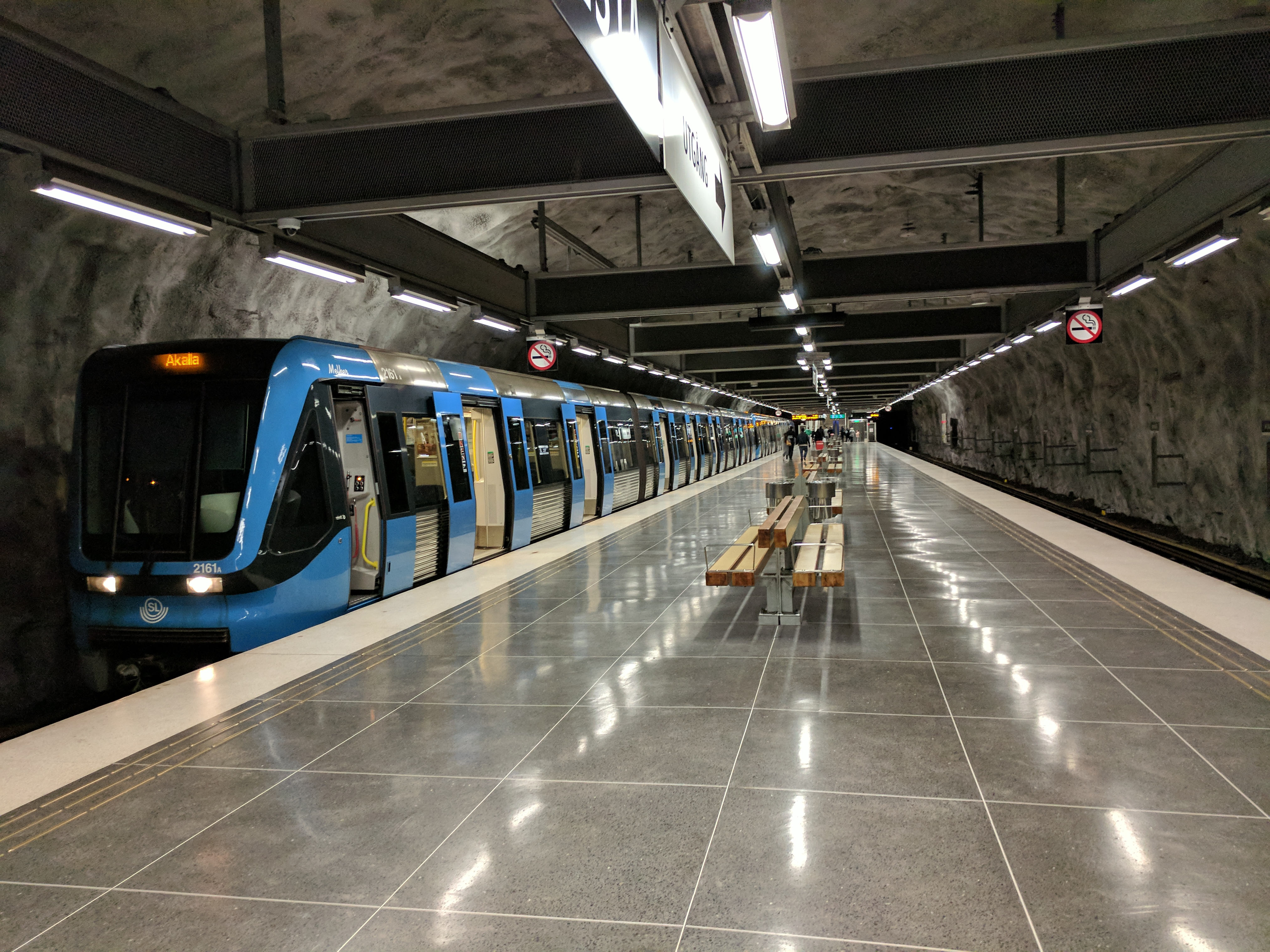

## Art dans la station
La station dispose d'œuvres des artistes Eva Nyberg, Christina Rundqvist Andersson (sv), Olle Magnusson (sv) et Ruth Rydfeldt

Œuvres
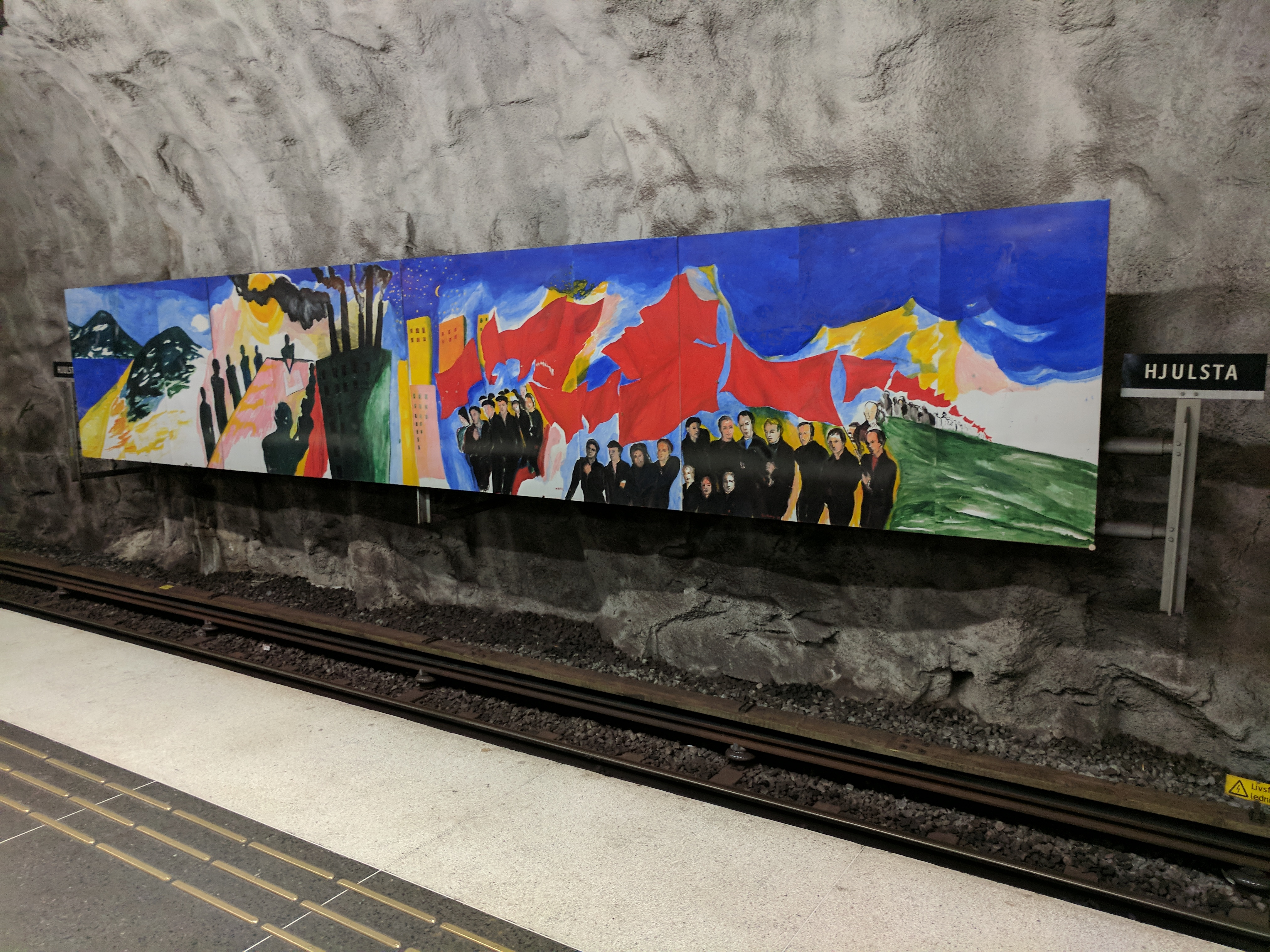
Eva Nyberg.
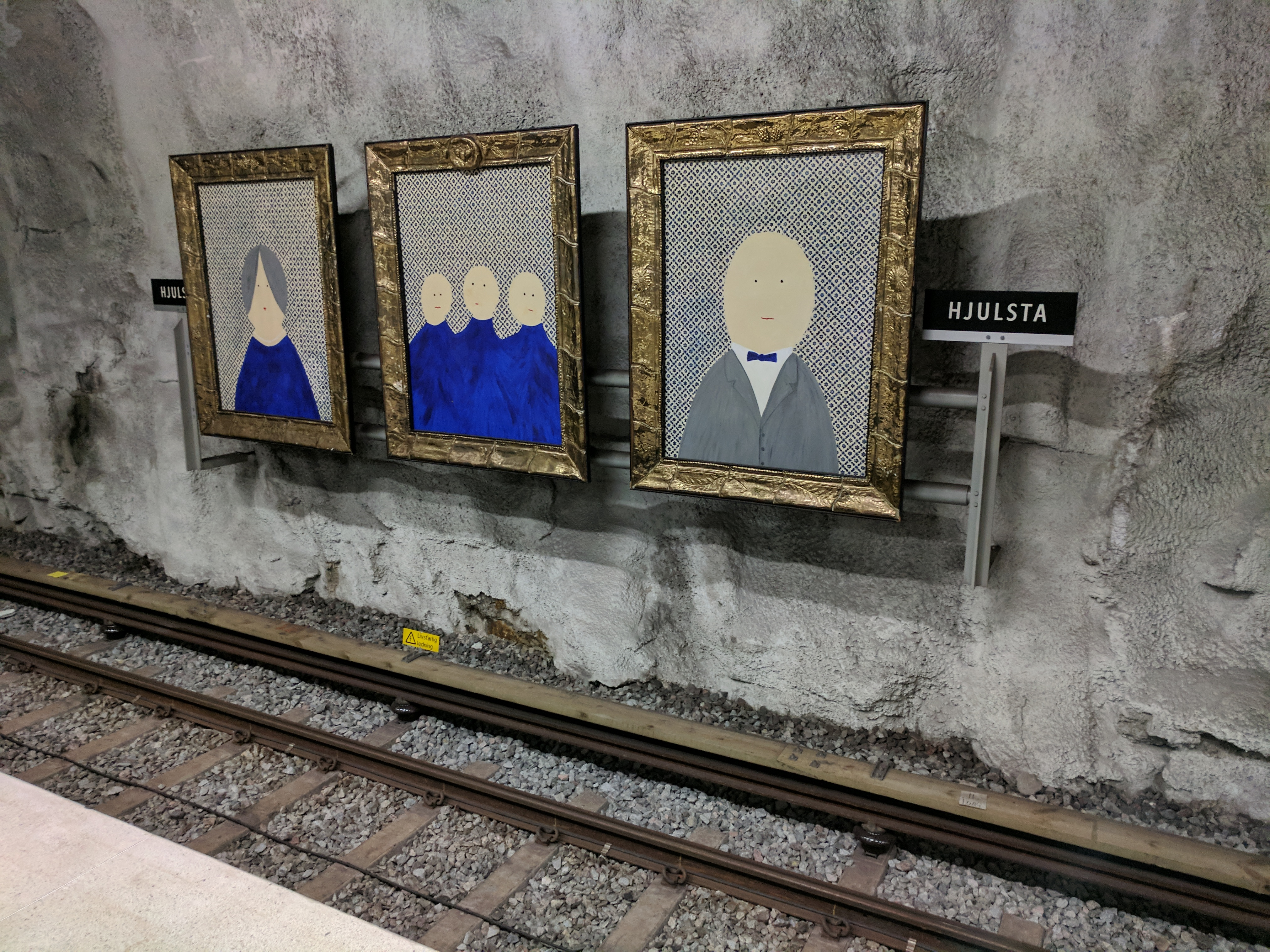

Œuvres
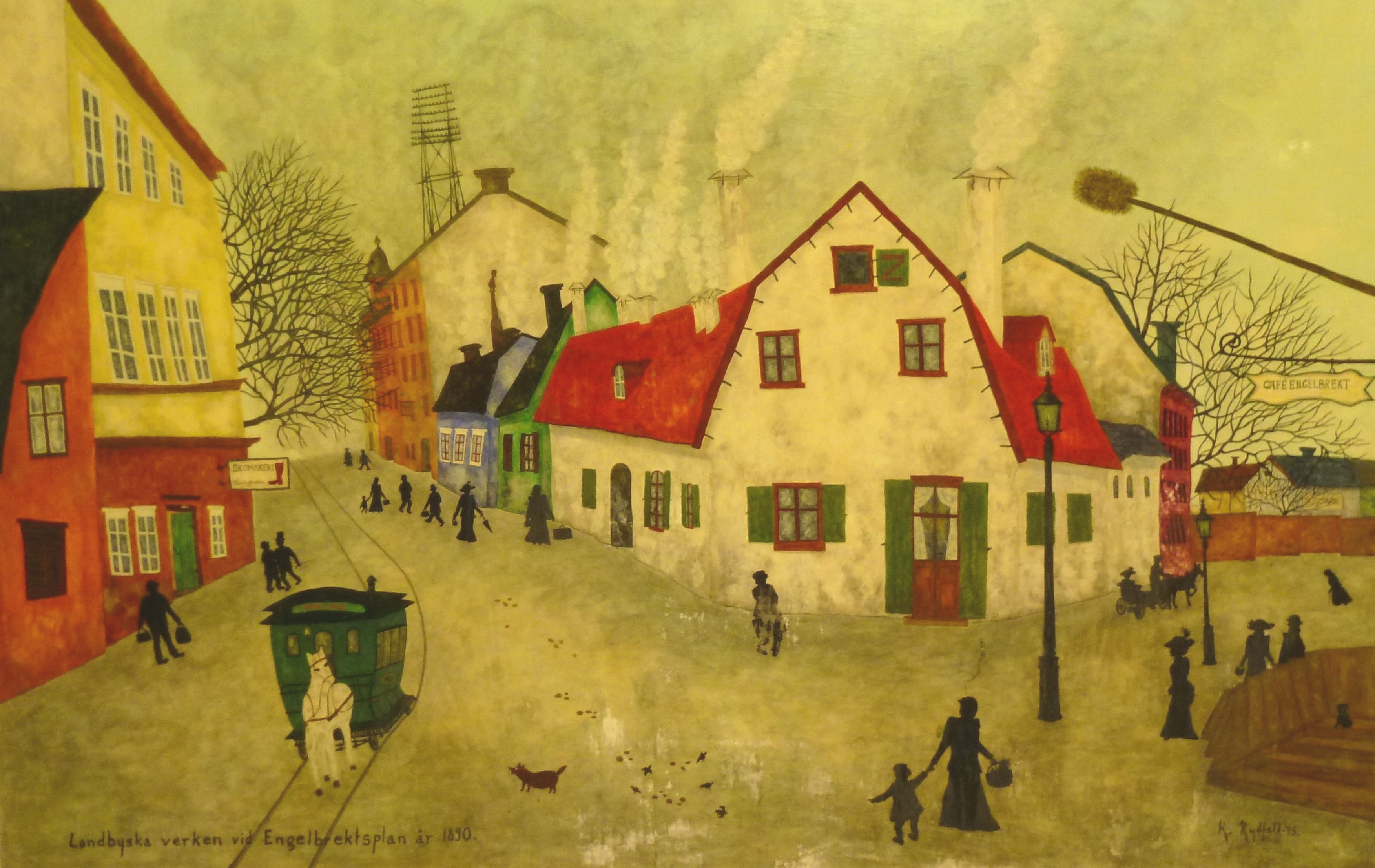
Ruth Rydfeldt.
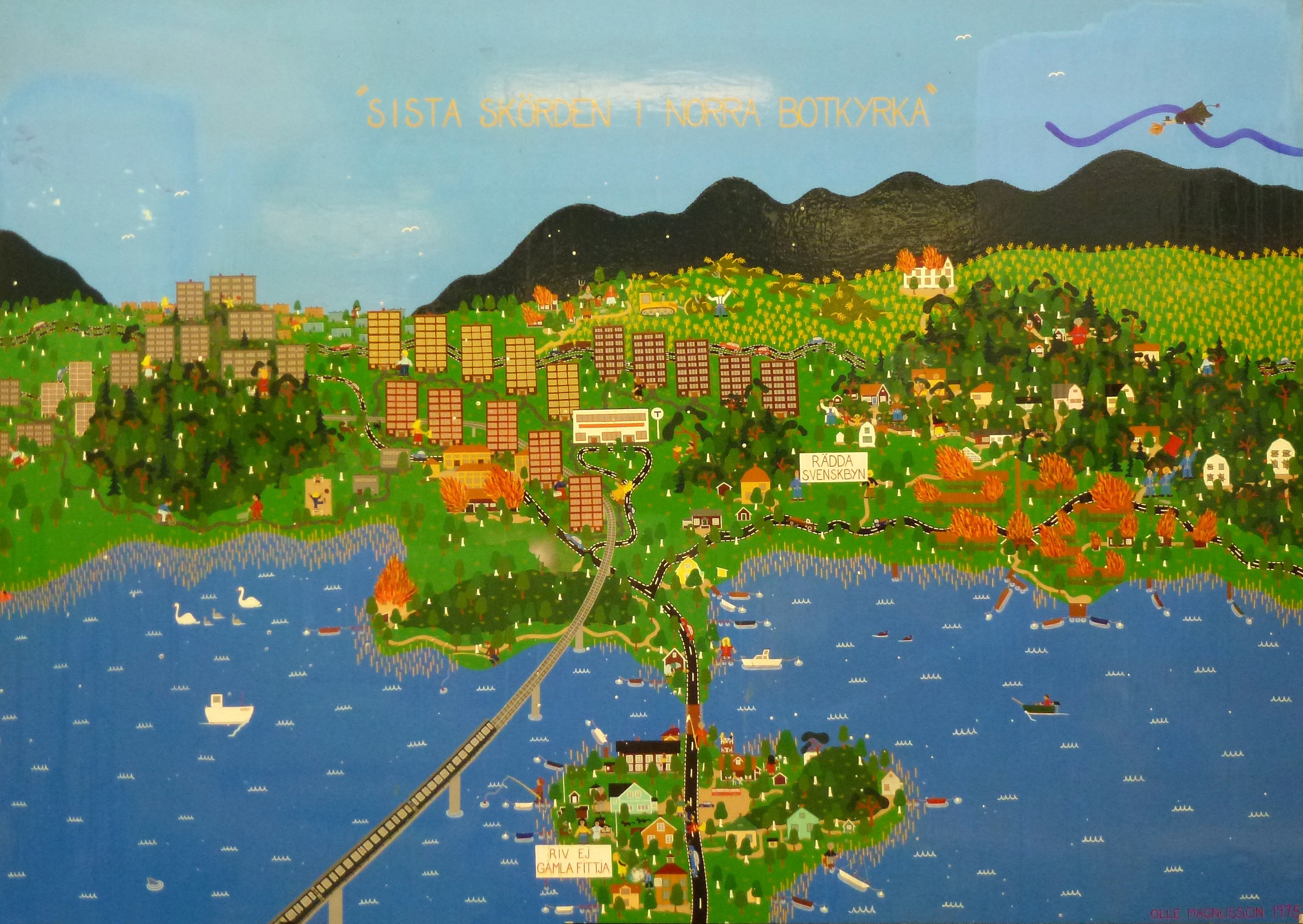
Olle Magnusson.
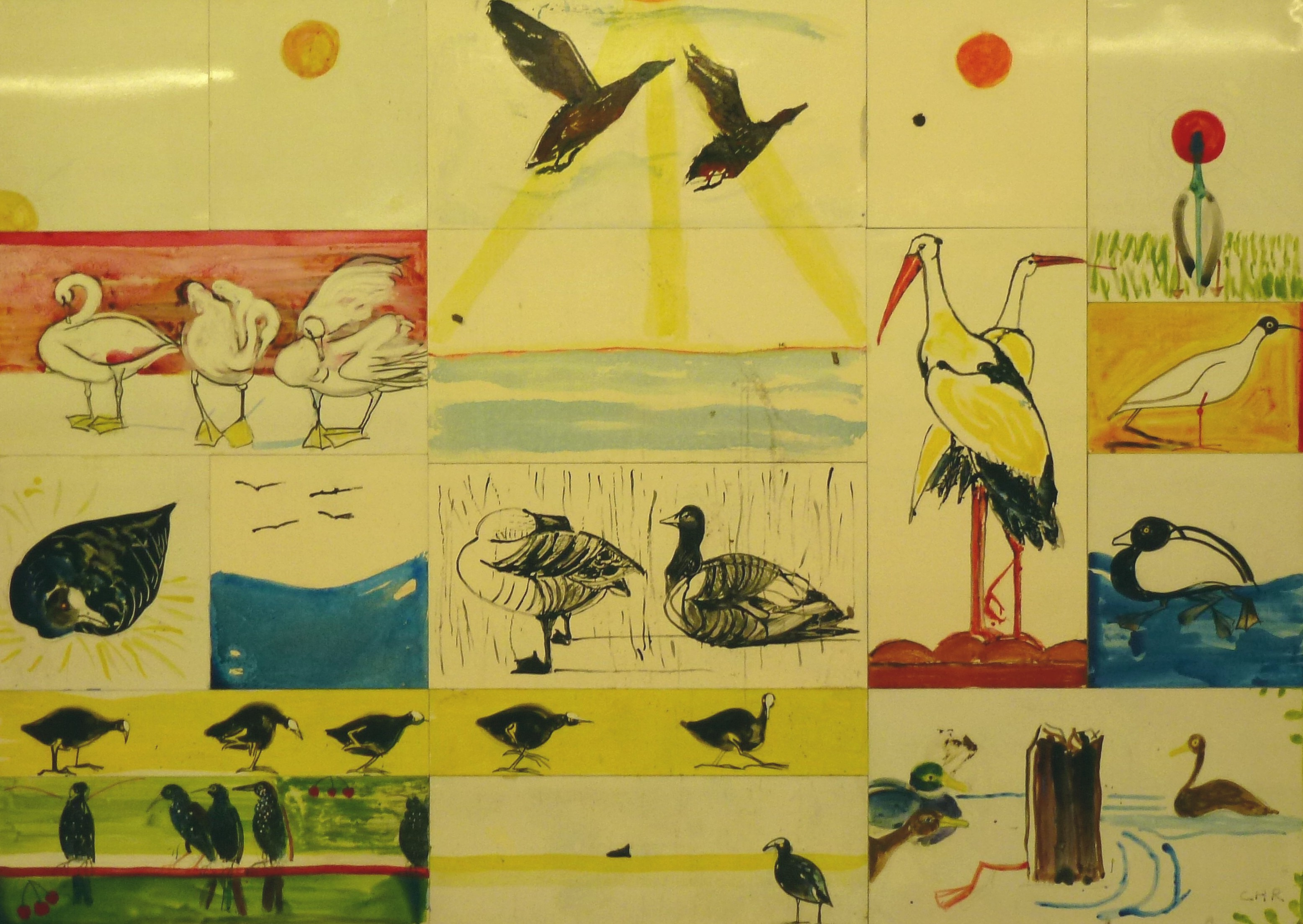
Christina Rundqvist Andersson.